# Lago di Gérardmer
Il lago di Gérardmer è un lago francese nel dipartimento dei Vosgi del Grande Est. Si tratta del più grande specchio d’acqua naturale dei Vosgi; si trova ad una altezza di 660 m s.l.m., nel comune di Gérardmer.
Situato nella cosiddetta Valle dei Laghi, subito a monte del paese di Gérardmer, viene alimentato da piccoli corsi d’acqua, di cui il principale è il Ruisseau du Pheny, mentre ha per emissario la Jamagne. Il lago nacque a causa di una morena formatasi al tempo della glaciazione Würm, che bloccò il passaggio verso la valle della Cleurie.